# خیابان ایران (اسلام‌آباد)
خیابان ایران، نام خیابانی اصلی در شهر اسلام‌آباد است که به یادبود دوستی دو کشور، به نام ایران نام‌گذاری شده‌است.
در تاریخ ۳ اردیبهشت ۱۴۰۳ این خیابان توسط سید ابراهیم رئیسی، رئیس‌جمهور ایران و شهباز شریف، نخست‌وزیر پاکستان افتتاح شد.